# Hertig av Portland

Heraldiskt vapen för hertigarna av Portland, i varianten som användes efter 1802

Titeln hertig av Portland (Duke of Portland) har burits i släkten Bentinck (av vilka medlemmar efter ingiften i andra släkter även har kallat sig Cavendish-Bentinck och Cavendish-Scott-Bentinck) från 1716 till 1990, när titelns siste innehavare avled.
Kung Vilhelm III av England förlänade 1689 sin nederländskfödde favorit Hans Willem Bentinck titeln earl av Portland. Hans son Henry Bentinck, 2:e earl av Portland, upphöjdes 1716 även till hertig av Portland, och earl-titeln bars sedan som en underordnad titel av hertigarna av Portland fram till dess siste arvtagare, den 12:e hertigen, avled 1990. Han var den siste ättlingen på manslinjen till den förste hertigen. En medlem av en släktgren härstammande från en yngre son till Hans Willem Bentinck, 1:e earl av Portland ärvde då enbart earl-titeln och de med denna sammanhängande underordnade titlarna.
Sammanhängande med hertigtiteln var titlarna markis av Titchfield (Marquess of Titchfield) (1716) och baron Bolsover (1880), som båda dog ut tillsammans med hertigtiteln. Arvtagaren till hertigtiteln använde faderns titel Marquess of Titchfield som ”artighetstitel” (courtesy title, alltså utan säte i överhuset) och exempelvis den senare brittiske premiärministern William Henry Cavendish-Bentinck, som 1762 efterträdde sin far som 3:e hertig av Portland, var 1738–1762 känd som markisen av Titchfield.

## Hertigar av Portland (1716)
- Henry Bentinck, 1:e hertig av Portland (1682-1726)
- William Bentinck, 2:e hertig av Portland (1708-1762)
- William Henry Cavendish-Bentinck, 3:e hertig av Portland (1738-1809)
- William Henry Cavendish-Scott-Bentinck, 4:e hertig av Portland (1768-1854)
- William John Cavendish-Scott-Bentinck, 5:e hertig av Portland (1800-1879)
- William John Arthur Charles James Cavendish-Bentinck, 6:e hertig av Portland (1857-1943), kusinson till 5:e hertigen, som dog barnlös
- William Arthur Henry Cavendish-Bentinck, 7:e hertig av Portland (1893-1977)
- Ferdinand William Cavendish-Bentinck, 8:e hertig av Portland (1888-1980), brylling till 7:e hertigen, som dog utan söner
- Victor Frederick William Cavendish-Bentinck, 9:e hertig av Portland (1897-1990), bror till 8:e hertigen, som dog barnlös